# Schulenrode
Schulenrode ist die kleinste Ortschaft der Einheitsgemeinde Cremlingen im Landkreis Wolfenbüttel in Niedersachsen. Nördlich des Ortes verläuft die Bundesstraße 1.

## Namensherkunft
Der Stamm Schulen- hat die Bedeutung schützen, verbergen und geht auf ein urgermanisches Verb *skūlijaną, das sich auch im Niederländischen als schuilen wiederfindet und im Hochdeutschen ausgestorben ist. Die Endung -rode bezeichnet schlicht eine Rodungssiedlung, sodass sich damit die Bedeutung „verborgene Waldsiedlung“ ergibt.

## Geschichte

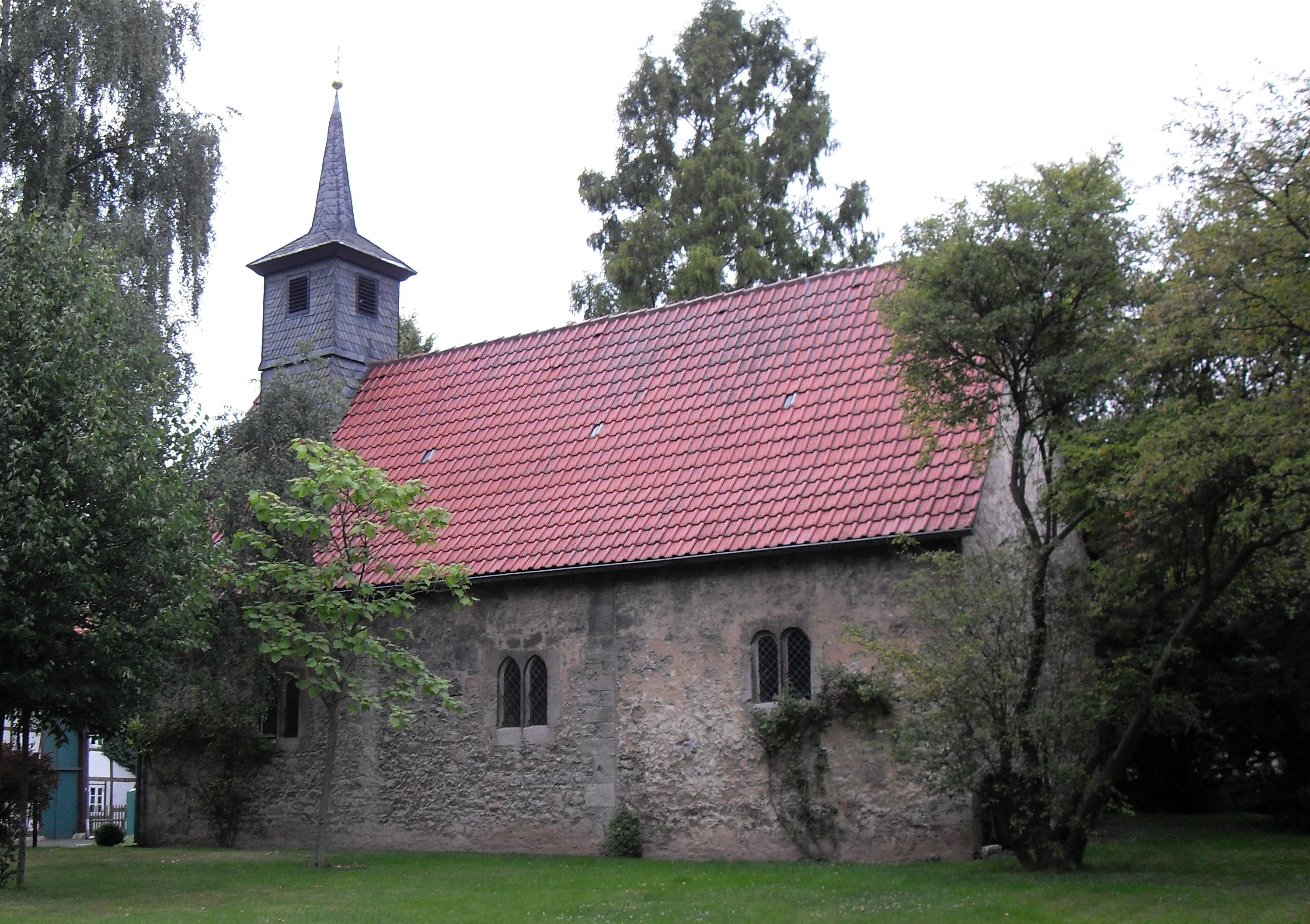
Dorfkirche in Schulenrode

Erstmals erwähnt wurde der Ort 1265 in einer Lehnsurkunde als Sculenrode. Der Ort gehört zu den Dörfern mit einem Rodungsnamen. Bei der evangelischen Pfarrkirche St. Georg handelt es sich um einen gotischen Bau, an den im 15. Jahrhundert ein Chor angefügt wurde.
Am 1. März 1974 wurde Schulenrode in die Gemeinde Cremlingen eingegliedert.

## Politik

### Ortsrat
Der Ortsrat, der Schulenrode vertritt, setzt sich aus fünf Mitgliedern zusammen. Die Ratsmitglieder werden durch eine Kommunalwahl für jeweils fünf Jahre gewählt.

Bei der Kommunalwahl 2021 ergab sich folgende Sitzverteilung:
| Ortsrat 2021Insgesamt 5 Sitze - SPD: 1 - parteilos: 1 - CDU: 3 |

### Ortsbürgermeister
Ortsbürgermeister ist Helmut Wolk (CDU) (Stand 2017).

### Wappen
| | Blasonierung: „In Silber mit grünem Schildfuß darin ein silberner Baumstumpf, ein dreiblättriger grüner Lindenzweig.“ |
| Wappenbegründung: Schulenrode ist, wie der Ortsname aussagt, ein Rodungsdorf, worauf der Baumstuken verweist. Das Ortsbild wird durch große und teils alte Linden geprägt, die durch den Lindenzweig vertreten werden. Das Wappen wurde von Wilhelm Krieg gestaltet und am 26. September 1989 im Einvernehmen zwischen dem Ortsvorsteher und der Gemeinde Cremlingen eingeführt. | |